# Clonmel
Clonmel (iriska: Cluain Meala) är en stad i den södra delen av grevskapet Tipperary på Irland. Den är huvudort (county town) i Tipperary. Staden är belägen i en dal som är omgiven av berg och kullar. I söder ligger Comeragh Mountains och i nordost ligger berget Slievenamon. Floden Suir rinner igenom staden. Tätorten (settlement) Clonmel hade 17 140 invånare vid folkräkningen 2016.